# Carme XLIX
Il Carme 49 di Catullo è uno dei più famosi componimenti del Liber, ovvero la raccolta delle opere dell'autore, compilata probabilmente dopo la sua morte in maniera arbitraria, secondo un ordine legato alla metrica dei singoli componimenti, piuttosto che cronologico o tematico.
Nel Carme 49, intitolato genericamente A Cicerone, Catullo rivolge un particolare ringraziamento a Cicerone per un motivo non ancora certo; il componimento è stato talora interpretato, in passato, come un sincero omaggio del poeta all'oratore, ma il tono stranamente magniloquente e pomposo, in contrasto con la consueta raffinatezza e leggerezza della poesia catulliana, fa pensare piuttosto ad una rude invettiva mascherata da finti elogi e toni sarcastici.
Si ricordi che Marco Tullio Cicerone era un contemporaneo di Catullo e che non era certo un estimatore dei Poetae novi, per i quali coniò tale epiteto (con significato dispregiativo), con cui si designa tuttora il movimento. Attaccò inoltre duramente Clodia, la donna di cui il giovane poeta s'innamorò perdutamente, in quanto fu avvocato difensore del suo ex amante Celio Rufo, e parlò dei suoi poco morigerati costumi nella causa contro Clodio, avversario di Cicerone e fratello della donna.

## Analisi
(Carme 49)
Il componimento è in endecasillabi faleci. Nel primo verso Catullo utilizza la perifrasi 'Romuli nepotum' per rimandare al fatto che in realtà Cicerone non sia propriamente romano , poiché proveniente da Arpino, dunque, invece di usare il termine 'filium' sceglie 'nepotum', indicando un'inferiorità. Descrive Marco Tullio come il più facondo (esagerazione di disertus, non eloquens: indica una dote non del tutto positiva) tra i discendenti di Romolo. Già qui si può trovare una vena sarcastica: l'oratore non poteva vantare un'origine patrizia né propriamente romana (era infatti un Homo Novus, il primo membro avviato al cursus honorum di una famiglia che mai prima aveva dato magistrati allo Stato, originario di Arpino), come talora gli ricordavano i suoi avversari politici (Catilina lo aveva definito un "inquilino della città di Roma"). Nell'ultimo verso, poi, Catullo fregia Cicerone dell'epiteto "optimus omnium patronus", dall'ambiguo significato. In latino, infatti, può significare "il miglior difensore tra tutti [i difensori]", alludendo pertanto alla grande abilità oratoria dimostrata da Cicerone durante la sua carriera, oppure, ed è questa la tesi dei sostenitori dell'interpretazione "sarcastica" del carme, può valere "il migliore difensore di tutti", sottintendendo una velata accusa nei confronti dell'oratore che, pur di guadagnare, sarebbe disposto a difendere chiunque, anche i più efferati criminali o politici corrotti.